# Aitibai Tagajew
Aitibai Tagajew (kirgisisch Айтибай Тагаев; * 30. April 1958 im Oblus Osch, Kirgisische SSR) ist ein kirgisischer Politiker und Mitglied des Dschogorku Kengesch. 1981 absolvierte er die Kirgisische Nationaluniversität. In den Jahren 2008 bis 2009 war er als Parlamentspräsident (Speaker) tätig.